# L'Assumpció de Puiggròs
L'Assumpció és una església parroquial a la vila de Puiggròs (Garrigues) protegida com a bé cultural d'interès local.

## Arquitectura
L'edifici original és d'època romànica i els seus acabats són ja gòtics. Apareix documentada ja el 1364; aquesta, però, no ens ha arribat als nostres dies. La parròquia actual és fruit del segle xviii. Està dedicat a Maria Assumpta i Verge. És un edifici de gust neoclàssic amb algunes reminiscències barroques. Les seves dimensions deuen ser molt superiors a les de l'anterior.
És una església de planta basilical d'una sola nau amb capelles laterals. A la zona esquerra dels peus hi ha una torre campanar. Està coberta amb volta de canó amb arcs torals i llunetes; les cobertes són de teula àrab a dues aigües. Presenta pilastres adossades als murs, amb capitells i gruixudes cornises. El paviment és fet de mosaic i terratzo. El parament mural està fet a base de grans carreus de pedra ben escairats. La façana és d'aire clàssic, presenta un robust cloquer quadrat cobert a quatre vessants; acaba en una forma triangular amb punxons. El portal semicircular és flanquejat per pilastres i a la part superior s'obre una fornícula.
Pel que fa a l'interior, al costat de l'epístola hi ha la capella del Sant Crist. L'altar major és modern, amb la part baixa de fusta i la superior pintada imitant vidriera; ha estat decorat per Carme Benet (pintora de les Borges Blanques). L'anterior retaule barroc va ser destruït l'any 1936. Hi ha una sepultura de 1719, pertanyent a la família Cabau.

## Història
La renovació de l'església és fruit d'un moment econòmicament força pròsper que visqué la comarca. Aleshores augmentà la demografia i Puiggròs, com molts d'altres municipis que experimentaren aquesta crescuda, renovaren l'església fent-la de majors dimensions per poder donar cabuda a tots els fidels. També deuria canviar el nombre d'altars, segons explica Bellmunt, d'acord amb la notícia pastoral del dia de la fundació de l'església o de la benedicció de l'advocació.
L'església es mantingué sense massa modificacions importants fins al període de la Guerra Civil. Com en la major part dels municipis d'aquestes contrades aquests temples foren saquejats i cremats. Amb relació a l'estat de l'església en aquest període no sabem més que de la cita que en fa Bellmunt "imatge de St. Roc, venerada el 1885 i sempre pel poble de Puiggròs, la qual en el moment d'escriure aquestes lletres es troba al museu diocesà de Lleida. Aquesta imatge fou l'única que va salvar-se de la crema de l'any 1936, ja que les altres sí que ho foren".
Durant el s. XX l'aspecte dels voltants més immediats es modificà amb dues intervencions. La primera fou la construcció del dipòsit municipal d'aigua el 1932; la segona és l'enderroc de la sagristia adossada a l'església. Enlloc seu avui hi ha una plaça i les restes de la rèplica de l'antiga llinda.